# 鈴木雅久 (フリーライター)
鈴木雅久（すずき まさひさ、1969年11月29日 - ）は、日本のフリーライター編集者。東京都港区在住。

## 来歴
神奈川県生まれ。テレビ番組制作会社を経て、編集プロダクション、業界紙記者。警備員、広告代理店の社員も経験後、夕刊紙や雑誌の執筆、編集を手がけ、漫画雑誌も経験。「編集者より、ひとりのライターでいたい」と99年に独立。サンデー毎日、プレイボーイ、週刊SPA!、ケータイ攻略マガジン、週刊ポスト、日刊サイゾーなど多数の特集記事、連載などの編集・執筆を請け負いながら、週刊誌や実話誌、掲載ニュースサイトなどで取材記者として活動。各業界、事件、政治経済のほか、AV、風俗取材まで幅広く行う。

## 人物
過去のコラムで、バーテン、探偵、警備員、広告代理店、ビルメンテナンスなどの職を転々とした話をしたことがある。
また、東京スポーツの風俗面を担当した際は「風俗店の取材を数え切れないほど行なっているが、プライベートで行くことはなかった」と書いたこともある。

## 出演
- トゥナイト2
- 追跡!AtoZ